# Psilosiphonaceae
Famille
Synonymes
- Batrachospermaceae

Les Psilosiphonaceae sont une famille d’algues rouges de l’ordre des Batrachospermales.

## Étymologie
Le nom vient du genre type Psilosiphon  qui se compose du préfixe psil-, « ras, glabre; nu », et du suffixe  -siphon , tube, littéralement « tube nu ».

## Liste des genres
- Psilosiphon (pt) Entwisle, 1989

## Systématique
La famille des Psilosiphonaceae a été créée en 1996 par Timothy John Entwisle (d), Robert Gordon Sheath (d), Kirsten M. Müller (d) et Morgan L. Vis (d).